# Погашення рахунків: Боротьба
«Погашення рахунків: Боротьба» (англ. Settling Accounts: The Grapple) — це третя книга тетралогії «Погашення рахунків» Гаррі Тертлдава— альтернативної історії Другої світової війни, відомої як Друга велика війна в Північній Америці. Це частина серії «Південна перемога», яка передбачає, що Конфедеративні Штати Америки виграли громадянську війну в США. Події відбуваються в у всесвітні «Південної перемоги» на Землі в 1943 році.

## Короткий зміст сюжету
Кампанія американського генерала Ірвінга Моррелла, спрямована на витіснення військ Конфедерації з Пенсільванії та Огайо, є успішною, і тепер вони просуваються через Кентуккі, Теннессі та, зрештою, Джорджію. У битві під Чаттанугою американські війська висаджують десант на вершині Місіонерського хребта та гори Лукаут, замість того, щоб пробиватися до вершини в запеклих боях. Здобувши Чаттанугу, Морелл, схоже, збирався пройти до Атлантичного океану через Джорджію, таким чином розрізавши територію Конфедерації на дві частини. Генерал Конфедерації Джордж Паттон гірше справляється з обороною, ніж під час нападу на Огайо за два роки до цього, його агресивні інстинкти змушують його витрачати незамінні ресурси на марні спроби контратаки.
Вбивства чорношкірих у газових камерах у таборі Детерміншн у Техасі тривають, а одинадцята армія американського генерала Абнера Доулінга намагається атакувати його та закрити. Маючи у своєму розпорядженні лише незначні сили, це виявляється складним завданням. Даулінг відправляє повітряну підтримку для бомбардування залізниць, якими везуть жахливо переповнені вагони для худоби, повні чорношкірих. Однак просування затягується; звуки далекої американської артилерії пробудили деяку надію серед засуджених чорношкірих в'язнів, але коли американські війська нарешті прибувають, вони не знаходять нічого, окрім величезних масових могил, де немає жодного живого, і операцію зі знищення в'язнів переносять до «покращеного табору» в Східному Техасі. Серед незліченних жертв — Сципіон. Незважаючи на цю невдачу, чорношкірі конфедерати продовжують знаходити способи чинити опір. У Річмонді, столиці Конфедерації, чорношкірі повстають, прагнучи не врятувати своє життя, а померти зі зброєю в руках і вимагати відплати від своїх убивць. Тим часом у сільській місцевості Джорджії тривають бої з чорними партизанськими загонами.
Поки триває війна, між американськими фізиками та фізиками Конфедерації триває боротьба за створення «уранової (тобто ядерної) бомби». Конфедерати відчайдушно намагаються оговтатися після стратегічної помилки президента Конфедерації Джейка Фетерстона, який спочатку не сприйняв бомбу всерйоз і затримував дослідження більше року. Вони здійснюють повітряний наліт на ядерний проєкт США в штаті Вашингтон, на що американці відповідають тим же бомбардуванням Вашингтонського університету в Лексінгтоні, штат Вірджинія, центру ядерних досліджень Конфедерації. Тим часом Німеччина, здається, випереджає обидві північноамериканські держави у створенні уранової бомби.
На Європейському фронті німецькі та австрійські війська поступово відтісняють французькі, британські та російські війська. Тривають ірландські та сербські повстання. Україна залишається полем битви для обох сторін. росіяни не можуть зосередитися на Алясці, хоча вона ніколи не піддавалася вторгненню через те, що США і Росія були зайняті іншими ворогами і не бачили причин відволікати ресурси на територію, яка не представляє ніякої цінності. У Вірджинії наземні бої здаються здебільшого тихими, але обидві сторони можуть наносити повітряні удари проти іншої, хоча конфедерати не можуть атакувати так часто через великі втрати. Повстання мормонів у Юті придушено (втретє), і американські герої знову обговорюють моральність різних способів вирішення проблеми. Здається, складено набір планів на випадок непередбачених обставин депортувати всіх мормонів зі штату Юта, можливо, на Сандвічеві острови. Тим часом, канадське повстання набирає обертів, що спонукає підрозділи, які воювали в Юті, передислокуватися до Канади. Війська підтримуваної США Республіки Квебек недостатньо чисельні і вмотивовані, щоб стримати канадських партизанів. Бої в Секвойї, схоже, точаться з обох боків, причому обидві сторони саботують нафтові свердловини. В Арканзасі спостерігається загальне просування вперед, а американські війська продовжують наступ у штатах Сонора та Чіуауа.
Відносини у вищих ешелонах влади Конфедерації стають дедалі більш напруженими, оскільки втрати Конфедерації зростають. Відчутна напруга між бригадним генералом Кларенсом Поттером і президентом Джейком Фезерстоном, адміністратором табору «Рішучість» Джефферсоном Пінкардом і генеральним прокурором Конфедерації Фердинандом Кенігом, а також між Кенігом і Фезерстоном. Фезерстон вступає в суперечки зі своїми командирами щодо їхньої тактики. Розлючений на своїх генералів, Фезерстон покладає всю надію на «диво-зброю» для перемоги у війні. Найбільш зловісним є те, що, незважаючи на дедалі відчайдушнішу військову ситуацію, Фезерстон продовжує спрямовувати значні ресурси на програму винищення, вважаючи її виправданою та необхідною, оскільки «Війна проти негрів» — це найважливіша мета, за яку треба «боротися» та «перемагати» аж до повного винищення та звільнення територій Конфедерації від негрів.
На морі японська імперська загроза Сандвічевим островам закінчується морською перемогою біля Мідвея, і американські війська повертають цей острів. Жодна сторона не має справжнього бажання продовжувати війну, і є серйозні натяки на те, що японці можуть атакувати британські володіння Гонконгу, Сінгапуру, Малайї та навіть Індії. Військово-морські сили США також займаються контрабандою зброї для повстання, що зароджується в Конфедеративному штаті Куба, в якому бере участь підліток Фідель Кастро. Сполучені Штати здатні дорогою ціною повернути собі Бермудські острови і погрожують перекинути військово-морські сили до Південної Атлантики, щоб перекрити постачання продовольства з Аргентини до Великої Британії. Президент США Чарльз В. Ла Фоллетт вимагає від Конфедеративних Штатів беззастережної капітуляції. Фезерстон відповідає зухвалою промовою і запускає дві ракети дальнього радіусу дії з баз у Вірджинії по Філадельфії. Збитки від ракет-бомб незначні, але психологічна шкода набагато більша.

## Історія видання
The Grapple — це третя книга в тетралогії після «Погашення рахунків: Поїздка на схід» 2005 року та «Погашення рахунків: Повернення зобов'язань» 2004 року, а також попередня перед «Погашення рахунків: На порозі смерті», випущеної в 2007 році. Він був випущений у США 25 липня 2006 року. Книга була випущена у Великій Британії 5 жовтня 2006 року.

## Рецензії
Publishers Weekly дав змішану рецензію на книгу, сказавши, що «можна поставити під сумнів доцільність використання Голокосту як плацдарму для розваг», але «дещо повторювана і місцями трохи повчальна, остання серіяТертлдава доводить, що третій раз — це чарівність». Stranger Horizons також неоднозначно оцінили книгу, зазначивши, що книга була «надзвичайно шаблонною» і що герої «часто повторюють знайомі викладення та стандартні фрази, ніби щоб переконатися, що вони досягли своєї п'ятисторінкової квоти», але це «те, що найбільше приваблює про творчість Тертлдава полягає в силі його концепцій, які з лишком пережили його непослідовне поводження з ними».